# قائمة أبناء الملك عبد العزيز آل سعود
هذه القائمة تعرض أبناء الملك عبد العزيز بن عبد الرحمن آل سعود، والملك عبد العزيز هو مؤسس المملكة العربية السعودية، وأول ملك لها بشكلها الحديث وذلك بعد توحيد مناطقها تحت مسمى المملكة العربية السعودية في 21 جمادى الأولى 1351 هـ الموافق 23 سبتمبر 1932م واتخذ لقب "جلالة ملك المملكة العربية السعودية"، وفي عام 1352 هـ (1933م) عيّن ابنه الأكبر سعود بن عبد العزيز وليّاً للعهد بعد الموافقة وأخذ البيعة له، وقد كان يسانده في أمور الدولة، وفي الحجاز كان ينوب عنه ابنه فيصل بن عبد العزيز. استمر عبد العزيز في الحكم إلى أن توفي في الطائف سنة 1373 هـ (1953م).

## آل سعود
آل سعود هم العائلة الحاكمة في المملكة العربية السعودية. أقامت الأُسرة ثلاث دول أولها الدولة السعودية الأولى وثانياً الدولة السعودية الثانية وحالياً المملكة العربية السعودية. وتنتسب إلى الإمام سعود الأول بن محمد بن مقرن بن مرخان بن إبراهيم بن موسى بن ربيعة بن مانع بن ربيعة المريدي من بني حنيفة من بكر بن وائل بن قاسط بن هنب بن أفصى بن دعمي بن جديلة بن أسد بن ربيعة بن نزار بن معد بن عدنان. ينحدر آل سعود من عشيرة آل مقرن المردة من بني حنيفة من بكر بن وائل بن قاسط بن هنب بن أفصى بن دعمي بن جديلة ابن أسد بن ربيعة بن نزار بن معد بن عدنان.

## أسرة عبد العزيز آل سعود
الملك عبد العزيز هو الوالد لجميع ملوك المملكة العربية السعودية الذين خلفوه منذ عام 1953 بدءاً من الملك سعود ثم الملك فيصل ثم الملك خالد ثم الملك فهد ثم الملك عبد الله ومن ثم الملك سلمان. أشار المؤرخون إلى أن زواج الملك عبد العزيز آل سعود كان يهدف في كثير من الأوقات إلى جمع الناس وزيادة القرب والألفة بينه وبين مختلف القبائل والأمراء والشيوخ ووجهاء ورجالات المجتمع. وقال جون فانيس في كتابه أقدم أصدقائي العرب، كان الملك عبد العزيز يطلق زوجة ليأخذ بأخرى، وغرضه مصاهرة القبائل. وقد أورد المؤرخ عبد الرحمن الرويشد مجموع زوجات الملك عبد العزيز في مصنفاته التاريخية حول الأسرة المالكة السعودية؛ فذكر أن الملك عبد العزيز تزوج للمرة الأولى وكان عمره سبعة عشر سنة، حيث خطب له والده فتاة يقال أنها من البادية، وقد عاشت تلك الفتاة مع أسرة عبد العزيز، ولم تعمر طويلاً، حيث توفيت بعد ستة أشهر من زفافها إليه، وكان ذلك في حدود عام 1312 هـ الموافق 1894، وأشارت دراسة لمجلة الدارة بأن اسم تلك الفتاة شريفة بنت صقر الفجري من بني خالد.
نظام الحكم في المملكة العربية السعودية هو نظام ملكي، حيث يكون الحكم في أبناء الملك المؤسس عبد العزيز بن عبد الرحمن وأبناء الأبناء الذكور، ويبايَع الأصلح منهم للحكم. يختار الملك ولي العهد، ويعفيه بأمر ملكي، وفقا لنظام هيئة البيعة. وعلى ولي العهد أن يكون متفرغًا لولاية العهد، وما يكلفه به الملك من أعمال. يتولى ولي العهد سلطات الملك عند وفاته حتى تتم البيعة. تحدد آلية انتقال الحكم في المملكة العربية السعودية بحسب المادة الخامسة في النظام الأساسي للحكم، ونظام «هيئة البيعة» التي أصدر الملك عبد الله بن عبد العزيز قراراً بإنشائها في أكتوبر 2006 لتتولى اختيار الملك وولي العهد بحسب المادة الخامسة من النظام الأساسي. كانت المادة تتضمن بنداً ينص على أنه «يختار الملك ولي العهد ويعفيه بأمر ملكي»، إلا أنه مع صدور نظام «هيئة البيعة» تم إلغاء هذا البند واستبداله ببند آخر ينص على أنه «تتم الدعوة لمبايعة الملك، واختيار ولي العهد وفقاً لنظام هيئة البيعة». ونصت المادة السادسة من نظام هيئة البيعة، على أنه «عند وفاة الملك تقوم الهيئة بالدعوة إلى مبايعة ولي العهد ملكاً على البلاد وفقاً لهذا النظام والنظام الأساسي للحكم».

## القائمة
القائمة التالية لأبناء الملك عبد العزيز بن عبد الرحمن آل سعود مؤسس المملكة العربية السعودية، الذي له 36 ابنًا (و6 آخرون توفّوا صغارًا)، و26 ابنةً يحملون جميعًا لقب أمير أو أميرة منذ ولادتهم،  تقلد منصب الملك 6 أبناء منهم، و9 تولّوا منصب ولي العهد.

| ترتيب | الاسم              | الصورة | الميلاد | الوفاة | أبرز المناصب |
| ----- | ------------------ | ------ | ------- | ------ | --- |
| 1     | الأمير تركي الأول  |        | 1896    | 1919   | - إمارة منطقة القصيم. - فارس وقائد عسكري شارك في معارك توحيد السعودية. |
| 2     | الملك سعود         |        | 1902    | 1969   | - ملك المملكة العربية السعودية الثاني، والحاكم الخامس عشر من أسرة آل سعود (2 ربيع الأول 1373 هـ / 9 نوفمبر 1953 - 27 جمادى الآخرة 1384 هـ / 2 نوفمبر 1964). - ولي عهد السعودية في عهد الملك عبد العزيز، وبُويع في 16 محرم 1352 هـ / 11 مايو 1933. - القائد العام للقوات المسلحة وقوى الأمن الداخلي (15 ذو الحجة 1372 هـ / 25 أغسطس 1953). - فارس وقائد عسكري شارك في معارك توحيد السعودية. |
| 3     | الأمير خالد الأول  |        | 1903    | 1903   | - توفي صغيرًا. |
| 4     | الملك فيصل         |        | 1906    | 1975   | - ملك المملكة العربية السعودية الثالث، والحاكمُ السادس عشر من أسرةِ آل سعود (27 جمادى الآخرة 1384 هـ / 2 نوفمبر 1964 - 12 ربيع الأول 1395 هـ / 25 مارس 1975). - ولي عهد السعودية في عهد الملك سعود، وبويع في 2 ربيع الأول 1373 هـ / 9 نوفمبر 1953. - نائبًا لرئيس مجلس الوزراء في عهد الملك عبد العزيز (9 أكتوبر 1953). - رئيس مجلس الوزراء في عهد الملك سعود لفترتين. - رئيس مجلس الشورى (1346 هـ / 1927م). - وزير الداخلية (28 جمادى الآخرة 1350 هـ - 9 ربيع الأول 1353 هـ). - وزير الخارجية في عهدي الملك عبد العزيز والملك سعود (بدأً من 1930). - وزير المالية ضمن رئاسته لمجلس الوكلاء. - أمير منطقة مكة المكرمة (1926–1958). |
| 5     | الأمير فهد الأول   |        | -       | 1919   | - وُلد بعد الملك فيصل، وتوفّي صغيرًا مع أخيه تركي الأول بسبب الإنفلونزا الإسبانية. |
| 6     | الأمير محمد        |        | 1910    | 1988   | - رئيس مجلس العائلة المالكة السعودية. - منحه والده لقب أمير المدينة المنورة وتولاها وكلاء عنه (1344 هـ - 1385 هـ). - شارك في وقعة السبلة. - تنازل عن حقه في الملك لأخيه الملك خالد، بعد اغتيال الملك فيصل. |
| 7     | الملك خالد         |        | 1913    | 1982   | - ملك المملكة العربية السعودية الرابع، الحاكم السابع عشر من آل سعود. - ولي عهد السعودية في عهد الملك فيصل (عُيّن في 27 ذو القعدة 1384 هـ / 29 مارس 1965). - نائب رئيس مجلس الوزراء في عهد الملك سعود (عيّن في 3 جمادى الثانية 1382 هـ). - نائب الأمير فيصل بن عبد العزيز في الحجاز عام 1926م. - إمارة مكة المكرمة لفترة قصيرة نيابةً عن الملك فيصل. - وزير الداخلية في 1354 هـ. |
| 8     | الأمير سعد الأول   |        | 1914    | 1919   | - توفي صغيرًا. |
| 9     | الأمير ناصر        |        | 1913    | 1984   | - أمير منطقة نجران (1379 هـ - 1400 هـ). - نائب لمديرية البترول (1370 هـ)، ثم مديرا لمديرية البترول (1375 هـ). - أمير منطقة الرياض (1356 هـ / 1937 - 1366 هـ / 1947) - نائب رئيس المشاكل الحدودية، بين المملكة واليمن. - خاض مع والده الملك عبدالعزيز، الكثير من المعارك، منذ أن كان عمره 12 سنة. |
| 10    | الأمير سعد         |        | 1915    | 1993   | - رئيس مجلس العائلة المالكة السعودية. - إمارة منطقة عسير (1360 هـ - 1379 هـ). - إمارة خميس مشيط (حتى 1360 هـ). - نائب أمير منطقة الرياض (1363 هـ / 1944م). |
| 11    | الأمير منصور       |        | 1918    | 1951   | - وزير الدفاع والمفتش العام السعودي حتى وفاته، (1943 - 1951). |
| 12    | الملك فهد          |        | 1921    | 2005   | - ملك المملكة العربية السعودية الخامس، الحاكم الثامن عشر من آل سعود. - ولي عهد والنائب الأول لرئيس مجلس الوزراء (1975 - 1982). - النائب الثاني لرئيس مجلس الوزراء (1967 - 1975). - وزير الداخلية (1962 - 1975). - وزيرًا للمعارف (1953). |
| 13    | الأمير بندر        |        | 1923    | 2019   | - لم يتقلد أي منصب رسمي في الدولة منذ تأسيسها. |
| 14    | الأمير مساعد       |        | 1923    | 2013   | - لم يتقلد أي منصب رسمي في الدولة منذ تأسيسها. |
| 15    | الملك عبد الله     |        | 1924    | 2015   | - ملك المملكة العربية السعودية السادس، الحاكم التاسع عشر من آل سعود. - ولي عهد والنائب الأول لرئيس مجلس الوزراء ورئيس الحرس الوطن. (1982 - 2005). - النائب الثاني لرئيس مجلس الوزراء ورئيساً للحرس الوطني (1975 - 1982). - رئيس الحرس الوطني في عام 1382 هـ / 1963م. |
| 16    | الأمير عبد المحسن  |        | 1925    | 1985   | - أمير منطقة المدينة المنورة (1385 هـ / 1965 - 1405 هـ / 1985). - وزير الداخلية (1380 هـ / 1960 - 1381 هـ / 1961). |
| 17    | الأمير مشعل        |        | 1926    | 2017   | - رئيس هيئة البيعة حتى (1438 هـ / 2017). - أمير منطقة مكة المكرمة (1382 هـ - 1390 هـ). - وزير الدفاع والطيران والمفتش العام (1370 هـ - 1376 هـ). |
| 18    | الأمير سلطان       |        | 1931    | 2011   | - ولي العهد ونائب رئيس مجلس الوزراء ووزير الدفاع والطيران والمفتش العام (1426 هـ / 2005 - ). - النائب الثاني لرئيس مجلس الوزراء ووزير الدفاع والطيران والمفتش العام (1402 هـ / 1982 - 1426 هـ / 2005). - وزير الدفاع والطيران والمفتش العام (1382 هـ / 1962 - حتى وفاته). - وزير المواصلات (1375 هـ / 1955 - ). - وزير الزراعة والمياه (1373 هـ - 1953). - أمير منطقة الرياض (1366 هـ / 1947 م - 1372 هـ / 1952). |
| 19    | الأمير عبد الرحمن  |        | 1931    | 2017   | - نائب وزير الدفاع والطيران (1403 هـ / 1983 - 1432 هـ / 2011). |
| 20    | الأمير متعب        |        | 1931    | 2019   | - وزير الشؤون البلدية والقروية (الفترة الأولى) (1399 هـ - 1403 هـ). - وزير الأشغال العامة والإسكان (الفترة الأولى) (1375 هـ - 1399 هـ). - وزير المياه والكهرباء (1403 هـ - 1404 هـ). - وزير الشؤون البلدية والقروية (1424 هـ - 1430 هـ). - وزير الأشغال العامة والإسكان (1404 هـ - 1424 هـ). - أمير منطقة مكة المكرمة (1378 هـ - 1380 هـ). |
| 21    | الأمير طلال        |        | 1931    | 2018   | - سفير المملكة لدى فرنسا. - وزير المالية (1380 هـ - 1381 هـ). - وزير المواصلات (1372 هـ - 1374 هـ). |
| 22    | الأمير بدر الأول   |        | 1931    | 1931   | - توفي صغيرًا. |
| 23    | الأمير مشاري       |        | 1932    | 2000   | - طيار، لم يشغل أي منصب سياسي طوال حياته. |
| 24    | الأمير تركي الثاني |        | 1932    | 2016   | - نائب وزير الدفاع والطيران والمفتش العام (1389 هـ / 1969 - 1403 هـ / 1983). |
| 25    | الأمير بدر         |        | 1932    | 2013   | - نائب رئيس الحرس الوطني (1387 هـ / 1968 - 1431 هـ / 2010). - وزير المواصلات (1380 هـ / 1960 - 1381 هـ1961). |
| 26    | الأمير نواف        |        | 1932    | 2015   | - مستشار للملك عبد الله. - رئيس للاستخبارات العامة (2001 - 2005). - وزير المالية (1381 هـ - بضعة أشهر). |
| 27    | الأمير نايف        |        | 1934    | 2012   | - ولي العهد (1432 هـ / 2011 - 1433 هـ / 2012) - النائب الثاني لرئيس مجلس الوزراء ووزير الداخلية (1430 هـ / 2009 - 1432 هـ / 2011). - وزير الداخلية (1395 هـ - 1432 هـ / 2011). - وزير دولة للشئون الداخلية (1395 هـ - 1395 هـ). - نائب وزير الداخلية (1390 هـ - 1394 هـ). - أمير منطقة الرياض بالإنابة (1371 هـ - 1372 هـ). - أمير منطقة الرياض (1372 هـ - 1374 هـ). - وكيل لمنطقة الرياض (1371 هـ - 1372 هـ). |
| 28    | الأمير فواز        |        | 1934    | 2008   | - أمير منطقة مكة المكرمة (1390 هـ - 1400 هـ). - نائب أمير منطقة مكة المكرمة (1389 هـ). - أمير منطقة الرياض (1380 هـ / 1960 - 1381 هـ / 1961). |
| 29    | الأمير ماجد الأول  |        | 1934    | 1936   | - توفي صغيرًا. |
| 30    | الملك سلمان        |        | 1935    | -      | - ملك المملكة العربية السعودية السابع، الحاكم العشرون من آل سعود. - ولي العهد ونائب رئيس مجلس الوزراء ووزير الدفاع (2012 - ). - وزير الدفاع (2011 - 23 يناير 2015م). - أمين سر عائلة آل سعود الحاكمة (طوال إمارته على الرياض وما بعدها). - مستشار لملوك المملكة العربية السعودية، (الملك سعود، الملك فيصل، الملك خالد، الملك فهد، والملك عبد الله). - أمير منطقة الرياض (1374 هـ / 1955 - 2011). - أمير منطقة الرياض بالنيابة. |
| 31    | الأمير ماجد        |        | 1938    | 2003   | - أمير منطقة مكة المكرمة (1400 هـ / 1980 - 1419 هـ / 1999). - وزير الشؤون البلدية والقروية (1395 هـ / 1975 - 1400 هـ1980). |
| 32    | الأمير ثامر        |        | 1938    | 1958   | - لم يتولى أي منصب سياسي أو حكومي لحداثة سنه ووفاته بعمر 21. |
| 33    | الأمير عبد الإله   |        | 1939    | -      | - مستشار للملك سلمان بن عبد العزيز آل سعود. - مستشار للملك عبد الله بن عبد العزيز آل سعود (1429 هـ). - أمير منطقة الجوف (1419 هـ - 1423 هـ). - أمير منطقة القصيم (1400 هـ - 1412 هـ). |
| 34    | الأمير ممدوح       |        | 1939    | 2023   | - أمير منطقة تبوك (1406 هـ - 1407 هـ). - رئيس مركز الدراسات الإستراتيجية. |
| 35    | الأمير سطام        |        | 1941    | 2013   | - أمير منطقة الرياض (1432 هـ / 2011 - 1434 هـ / 2013). - نائب أمير منطقة الرياض (1387 هـ / 1968 - 1399 هـ / 1979). |
| 36    | الأمير أحمد        |        | 1942    | -      | - وزير الداخلية (18 يونيو 2012 - 5 نوفمبر 2012). - نائب وزير الداخلية (1395 هـ / 1975 - ). - وكيل إمارة منطقة مكة المكرمة (1391 هـ / 1971 - ). |
| 37    | الأمير هذلول       |        | 1942    | 2012   | - لم يتقلد أي منصب رسمي في الدولة منذ تأسيسها. |
| 38    | الأمير عبد المجيد  |        | 1942    | 2007   | - أمير منطقة مكة المكرمة. - أمير لمنطقة المدينة المنورة (1406 هـ / 1986 - 1420 هـ / 1999). - أمير تبوك (1400 هـ / 1980 - 1406 هـ / 1986). |
| 39    | الأمير مشهور       |        | 1942    | -      | - لم يتقلد أي منصب رسمي في الدولة منذ تأسيسها. |
| 40    | الأمير عبد السلام  |        | 1942    | 1944   | - توفي صغيرًا. |
| 41    | الأمير مقرن        |        | 1945    | -      | - ولي العهد ونائب رئيس مجلس الوزراء (1436 هـ / 2015 - 1436 هـ / 2015). - وليًا لولي العهد (1435 هـ / 2014 - ). - النائب الثاني لرئيس مجلس الوزراء (1434 هـ / 2013 - ). - مستشار ومبعوث خاص للملك. - رئيس الاستخبارات العامة (1426 هـ / 2005 - 1433 هـ / 2012). - أمير منطقة المدينة المنورة (1420 هـ / 1999). - أمير منطقة حائل (1400 هـ / 1980 - 1419 هـ / 1999م). - ضابط طيار في القوات الجوية الملكية السعودية (1968 - 1980). |
| 42    | الأمير حمود        |        | 1947    | 1994   | لم يتقلد أي منصب رسمي في الدولة منذ تأسيسها. |